# خوسيه أنطونيو إرميدا
خوسيه أنطونيو إرميدا راموس (بالإسبانية: José Antonio Hermida Ramos، ولد في 24 أغسطس 1978، بويغثيردا، جرندة، إسبانيا) دراج إسباني.
حاز على الميدالية الفضية في دورة الألعاب الأولمبية الصيفية عام 2004، كما حاز على أربع ميداليات ذهبية في بطولات العالم للدراجات الهوائية الجبلية، وعلى ثلاث ميداليات ذهبية في بطولات أوروبا للدراجات الهوائية الجبلية.

## إنجازاته

### الألعاب الأولمبية الصيفية
- 2004 أثينا  اليونان:  ميدالية فضية في سباق الفردي (Cross-country).

### بطولة العالم للدراجات الهوائية الجبلية
- 1999 أري  السويد:  ميدالية ذهبية في سباق التتابع (Team Cross-country).
- 2000 سييرا نيفادا  إسبانيا:  ميدالية ذهبية في سباق التتابع (Team Cross-country).
- 2001 فايل  الولايات المتحدة:  ميدالية برونزية في سباق التتابع (Team Cross-country).
- 2005 ليفينيو  إيطاليا:  ميدالية ذهبية في سباق التتابع (Team Cross-country).
- 2005 ليفينيو  إيطاليا:  ميدالية برونزية في سباق الفردي (Cross-country).
- 2010 مونت ساينت-آن  كندا:  ميدالية ذهبية في سباق الفردي (Cross-country).

### بطولة أوروبا للدراجات الهوائية الجبلية
- 2001 سانت وندل  ألمانيا:  ميدالية فضية في سباق الفردي (Cross-country).
- 2002 زيورخ  السويد:  ميدالية ذهبية في سباق الفردي (Cross-country).
- 2003 غراتس  النمسا:  ميدالية برونزية في سباق التتابع (Team Cross-country).
- 2004 والبريتش  بولندا:  ميدالية ذهبية في سباق الفردي (Cross-country).
- 2004 والبريتش  بولندا:  ميدالية برونزية في سباق التتابع (Team Cross-country).
- 2007 قباذق  تركيا:  ميدالية ذهبية في سباق الفردي (Cross-country).
- 2009 زويترمر  هولندا:  ميدالية فضية في سباق الفردي (Cross-country).

## روابط خارجية
- خوسيه أنطونيو إرميدا على موقع أرشيف الدراجات (الإنجليزية)
- خوسيه أنطونيو إرميدا على موقع CycleBase (الإنجليزية)
- خوسيه أنطونيو إرميدا على موقع اللجنة الأولمبية الدولية (الإنجليزية)
- خوسيه أنطونيو إرميدا على موقع أوليمبيديا (الإنجليزية)